# Васил Влахов
Васил Влахов е български общественик и учител. Три пъти е бил кмет на Ямбол, както и депутат от ямболски окръг. Известен е с борбата си местността Ормана да остане собственост на всички ямболии.

## Биография
Роден е на 1 януари 1852 г. в Ямбол. Още на 20 години Влахов става учител в Ямбол и село Топузларе (дн. Зорница). Малко след Освобождението Влахов е назначен за първия българин-ковчежник на Земеделската каса в града, след като дотогавашният ѝ касиер, турчин, побягва от града, заедно с парите в нея. В свободното си време Влахов участва в църковния хор в храм „Свети Георги Победоносец".
Годините между Освобождението и Съединението отличават Влахов като човек с будна обществена съвест и активен борец срещу антибългарските решения на Берлинския конгрес от 1-ви юни до 1-ви юли 1878 г. Един от известните епизоди в тази борба се разиграва през февруари 1879 г., когато в Ямбол пристига германецът Адолф Шмид – директор на финансите на Източна Румелия. Чужденецът трябвало да стане управител на окръжното ковчежничество, посредством което щяло да се събира данък в полза на Османската империя, която пък дължала огромни суми на западните държави.
Тогава Влахов застава начело на трихиляден протест на ямболци, които ясно се противопоставили срещу задачата, с която бил натоварен Шмид, а и като цяло поставили своето несъгласие с решенията от Берлинския конгрес. Между 1881 и 1884 г. той е избран за член на Ямболския околийски смесен съвет, който включвал двама духовника и седем миряни.
През 1885 г. Влахов е един от активните дейци в ямболския съединистки комитет. След Съединението и края на Сръбско-българската война, от 1-ви януари 1886 г. Влахов оглавява 3-членната общинска комисия. На практика това означава, че той става първият кмет на града след Съединението. Само няколко месеца по-късно, през май същата година, Влахов е избран за депутат от Либералната партия в IV обикновено народно събрание и участва в неговата работа между 2-ри юни и 6-и септември 1886 г. Това негово избиране поставя Влахов в първите редици на избухналата само няколко месеца по-късно борба между русофили и русофоби, останала в историята с названието „Българската криза“. След абдикацията на княз Александър I Батенберг (на 26.08.1886 г.) се налага свикването на Велико народно събрание за избор на нов български княз. Влахов става депутат в Третото велико народно събрание, чиято дейност продължава между 19 октомври 1886 и 3 август 1887 г. След избора на Фердинанд Сакскобургготски за следващи княз, Третото ВНС се разпуска. Влахов се връща от София и на 21 декември 1887 година отново става кмет на Ямбол за втори път.
Влахов взема дейно участие в защитата на обществения интерес при спора с турски бейове за собствеността върху уникалната лонгозна местност Ормана. Към началото на 1888 година бейовете успяват да спечелят делата на няколко поредни съдебни инстанции, претендирайки, че след като са владяли тези земи преди Освобождението, те им принадлежали и след това. Обжалването от страна на общината на окончателното решение пред Върховния касационен съд е забавено до последния ден на срока заради група общински сътветници. Виждайки как ямболци губят Ормана, Влахов се противопоставя на общинските съветници и малко преди крайния срок подава касационна тъжба. Делото във ВКС е спечелено и Ормана остава български.
През есента на 1893 година Васил Влахов печели трети мандат като кмет на Ямбол. През декември същата година той е инициатор на даването на имена на около 70 улици в града. Понеже само месец по-рано е починал първият български княз Александър I Батенберг, една от централните улици е наречена „Батенберг". Днес тя се казва „Цар Освободител". Появява се улица „Кралевска" (днешна ул. „Кабиле“), Крайречният булевард бил „Цариградски булевард", докато сега познатият като площад „Освобождение" тогава е бил кръстен площад „Кобург", в чест на новоизбрания княз Фердинанд.
След края на третия му кметски мандат, Влахов се насочва към правото. С определение на Ямболския окръжен съд №108/23.VIII.1914 г. му се дава правото на „повереник – помощник-адвокат в пределите на Царство България“, полага клетва и работи няколко години като такъв, а в края на второто десетилетие на XX век вече е наложил се адвокат-практик.
Умира в родния си Ямбол на 19 юли 1928 г. Отива си от този свят в нищета, но докрай запазва уважението на всички свои съграждани и най-вече жителите на квартал Каргон. Точно те, по време на едно от неговите кметувания, му дават престижното прозвище „Каргонския Господ".